# Элерон-10
Элерон-10 — комплекс среднего радиуса действия для круглосуточного ведения воздушной оптико-электронной разведки и наблюдения за беспилотными летательными аппаратами, разработанный российским предприятием ЭНИКС.

## Назначение
Комплекс предназначен для круглосуточного ведения воздушной оптико-электронной разведки наземной обстановки, охраны территорий и государственных границ, осуществления береговой охраны и контроля территориальных вод, автомобильных и железнодорожных магистралей, обеспечения поисково-спасательных операций.
Первый опытный образец БПЛА разработан и изготовлен специалистами предприятия ЭНИКС 8 января 2011 года. Элерон-10 получил новую навигационно-пилотажную систему с обновленным программным обеспечением.
Впервые публично продемонстрирован в 2011 году на международной выставке-салоне «Комплексная безопасность».

## Модификации
- Модель Элерон-10СВ — произведена для сухопутных войск Вооруженных сил России.
- Модель «Валдай» — беспилотный авиационный комплекс на базе Элерона-10 для ФСБ России[4].
- Модель «Элерон-10Д» — комплекс дистанционного наблюдения[5].

## Решаемые задачи
- визуальный поиск оператором объектов разведки в режиме реального времени;
- обнаружение и идентификация объектов разведки;
- определение точного местоположения объектов разведки с отображением на наземном пульте управления координат объекта посредством ГЛОНАСС или ГЛОНАСС/GPS;
- аэрофотосъемка местности.

## Состав комплекса
- Беспилотный летательный аппарат Т10 — 2 шт.;
- Сменная модульная полезная нагрузка;
- Наземный пункт управления;
- Стартовые устройства.

## Технические характеристики
Технические характеристики комплекса согласно данным производителя:
| Наименование                                                                      | Показатели    |
| --------------------------------------------------------------------------------- | ------------- |
| Рабочий диапазон высот применения, относительно точки старта, м                   | 4000          |
| Максимальное время полёта БПЛА на аккумуляторной батарее, час.                    | 2,5           |
| Максимальная дальность ведения разведки в режиме on-line, км                      | не менее 50   |
| Максимальная дальность ведения разведки в режиме off-line (с записью на флэш), км | не менее 60   |
| Диапазон воздушных скоростей горизонтального полёта, км/ч                         | 75—135        |
| Диапазон рабочих температур, °С                                                   | от −20 до +40 |
| Диапазон предельных температур, °С                                                | от −40 до +50 |
| Время развёртывания (свёртывания) комплекса, мин.                                 | не более 20   |
| Боевой расчёт, ед.                                                                | 2             |
| Срок службы, лет                                                                  | 5             |
| Размеры БПЛА Т10, мм                                                              | 2206×883×384  |
| Масса БПЛА Т10, кг                                                                | 15,5          |

## Режимы полета
Возможные режимы выполнения полетного задания:
- ручной;
- автономный с выполнением запрограммированных функций;
- автоматический возврат по заранее запрограммированной траектории;
- «удержание» объекта в поле кадра;
- облет заданной точки;
- измерение скорости ветра;
- пикирование.

## Боевое применение
- Комплекс «Элерон-10СВ» принимал участие в учениях подразделений МВД под Уфой ночью 27 мая 2011 года, был переброшен в п. Урман, где горел арсенал боеприпасов. В ночных условиях мобильных комплекс «Элерон-10СВ», размещенный на базе а/м «Соболь», был мгновенно развернут и поднят в воздух. В условиях задымленности и постоянно рвущихся снарядов, комплекс оказался единственным средством способным в режиме реального времени транслировать видео- и тепловизионное изображение, что позволило оперативно и достоверно оценить сложившуюся обстановку и принять меры по локализации пожаров[3].
- Комплекс «Валдай» принимал участие в мероприятиях по обеспечению безопасности на Универсиаде 2013 и Олимпиады в Сочи 2014[4].